# Anaciaeschna melanostoma
Anaciaeschna melanostoma är en trollsländeart som beskrevs av Maurits Anne Lieftinck 1949. Anaciaeschna melanostoma ingår i släktet Anaciaeschna och familjen mosaiktrollsländor. IUCN kategoriserar arten globalt som otillräckligt studerad. Inga underarter finns listade i Catalogue of Life.